# Leptacis risbeci
Leptacis risbeci är en stekelart som beskrevs av Lubomir Masner 1960. Leptacis risbeci ingår i släktet Leptacis och familjen gallmyggesteklar. Inga underarter finns listade i Catalogue of Life.